# Egor Silin
Egor Viktorovič Silin (in russo Егор Викторович Силин?; Išim, 25 giugno 1988) è un ex ciclista su strada russo, medaglia di bronzo in linea Under-23 ai mondiali 2009 e poi professionista dal 2010 al 2018.

## Palmarès
- 2005 (Juniores)

2ª tappa Giro di Basilicata
- 2008

Gran Premio Città di Felino
Gran Premio Colli Rovescalesi
Trofeo MP Filtri
- 2009

Coppa della Pace - Trofeo F.lli Anelli
7ª tappa Baby Giro (Cesenatico > Cippo Carpegna)
3ª tappa Giro della Valle d'Aosta (Morgex > Verrayes)
- 2011 (Katusha, una vittoria)

4ª tappa Herald Sun Tour (Sorrento > Arthurs Seat)

## Piazzamenti

### Grandi Giri
- Giro d'Italia

2016: 38º
- Tour de France

2011: 73º
2014: ritirato (6ª tappa)
- Vuelta a España

2012: 122º
2016: 15º

### Classiche monumento
- Giro di Lombardia

2014: ritirato
2016: ritirato

### Competizioni mondiali
- Campionati del mondo

Vienna 2005 - In linea Juniores: ritirato
Francorchamps 2006 - In linea Juniores: 89º
Varese 2008 - In linea Under-23: 7º
Mendrisio 2009 - In linea Under-23: 3º
Geelong 2010 - In linea Elite: 57º

### Competizioni europee
- Campionati europei

Mosca 2005 - In linea Juniores: 58º
Valkenburg 2006 - In linea Under-23: ritirato
Hooglede 2009 - In linea Under-23: 68º
Plumelec 2016 - In linea Elite: ritirato